# Luquan (Hebei)
Pour les articles homonymes, voir Luquan.
Luquan (鹿泉 ; pinyin : Lùquán) est une ville de la province du Hebei en Chine. C'est une ville-district placée sous la juridiction de la ville-préfecture de Shijiazhuang.